# Kuznyecki-Alatau
A Kuznyecki-Alatau (oroszul Кузнецкий Алатау [Kuznyeckij Alatau]) hegység Oroszországban, Nyugat-Szibéria déli részén; közigazgatásilag a Kemerovói területhez és Hakaszföldhöz tartozik.

## Neve
Nevében az „alatau” türk eredetű szó, jelentése: ala – 'tarka, foltos'; tau – 'hegy'.

## Földrajz
Az északnyugat–délkeleti irányban elnyúló, középhegység jellegű hegyvonulat, Szibéria déli hegyvidékeinek része. Nyugaton a Kuznyecki-medence, keleten a Minuszinszki-medence határolja; délen a Nyugat-Szajánhoz tartozó Abakan-hegység szegélyezi, északon, a Nyugat-szibériai-alföld felé nincs élesen kirajzolódó határa.
Hossza 300 km, szélessége mintegy 150 km. Közepes tengerszint feletti magassága 1000–1200 m, legmagasabb csúcsa 2178 m (Verhnyij Zub, a.m. 'felső fog'), vagy 2211 m (Sztaraja Kreposzty, a.m. 'öreg erőd'). Legmagasabb csúcsai délen találhatók, észak felé magassága fokozatosan csökken. Nyugaton meredeken emelkedik a Kuznyecki-medence fölé, keleti lejtői enyhén ereszkednek a Minuszinszki-medence szintjére.
A Kuznyecki-Alataut – akárcsak a Kuznyecki-medencét nyugatról határoló Szalair hegyvonulatot – paleozóikumi: kambriumi kristályos mészkő, homokkő, kvarcit építi fel; rájuk szilur tufa, gránit települt. Későbbi kéregmozgások (kaledóniai gyűrődés) következtében itt is ércben gazdag kőzetek jutottak a felszínre (arany, ezüst, ón, réz, vas). A kiemelkedés után jelentős lepusztulás, tönkösödés ment végbe. Magasabb részei a jégkorszakban eljegesedtek, ez a folyamat ma is tart, mintegy kilencven kisebb gleccsere van. Lejtőin sok helyen kőtenger látható.
Éghajlata hideg, csapadékos. Keleti oldalain kevesebb, nyugaton több a csapadék. Nyugati lejtőit – az alacsonyabb részeken nyárral és nyírrel keveredve – fenyőerdő borítja, keleti alacsonyabb részeit sztyepp, 7–800 m fölött erdei- és vörösfenyő; 1500 m fölött cserjés, mohás-zuzmós és köves hegyi tundra.
Legfontosabb ásványi kincsei a vas- és a mangánérc, az arany és a bauxit.
A Kuznyecki-Alatau képezi a vízválasztót az Ob két mellékfolyója, a Tom és a Csulim között. A hegységben eredő legnagyobb folyó a Csulim (1799 km) és bal oldali mellékfolyója, a Kija; valamint a Tom jobb oldali mellékfolyója, az Usza.
Középső, magashegységi része 1989 decembere óta természetvédelmi terület (Kuznyecki-Alatau természetvédelmi terület, 412 900 ha), legmagasabb csúcsa a Bolsoj Kanim (1872 m). A védett területen a csapadék évi közepes mennyisége 1200–2500 mm.
A térség, így a Kuznyecki-Alatau első tudományos kutatója az Orosz Tudományos Akadémia megbízásából expedíciót vezető Johann Georg Gmelin volt.